# Jorn van Hoorn
Jorn van Hoorn (Tilburg, 1982) is een Nederlandse beeldend kunstenaar.

## Biografie
Van Hoorn werd geboren in Tilburg; hij volgde een kunstopleiding aan het SintLucas in Boxtel. Hij is gespecialiseerd in het vervaardigen van (bronzen) sculpturen.
Zijn belangrijkste inspiratiebronnen zijn liefde, contradictie en vergankelijkheid. Herman Brood en Jeff Koons zijn zijn grote voorbeelden. Van Hoorn wil met zijn sculpturen alledaagse objecten transformeren naar een andere beleving van de werkelijkheid. Een vertaling die haaks staat op ons gemeenschappelijk begrip van deze objecten.

## Werk
In 2012 vond zijn eerste solotentoonstelling plaats, in Museum Jan der Togt in Amstelveen. Deze expositie werd geopend door Dirk Scheringa.
In 2017 ontwierp van Hoorn samen met de zoon van Pablo Escobar een messing munt. Het kunstwerk werd onthuld op de muntenbeurs in het Mecc te Maastricht.